# Миостимулятор

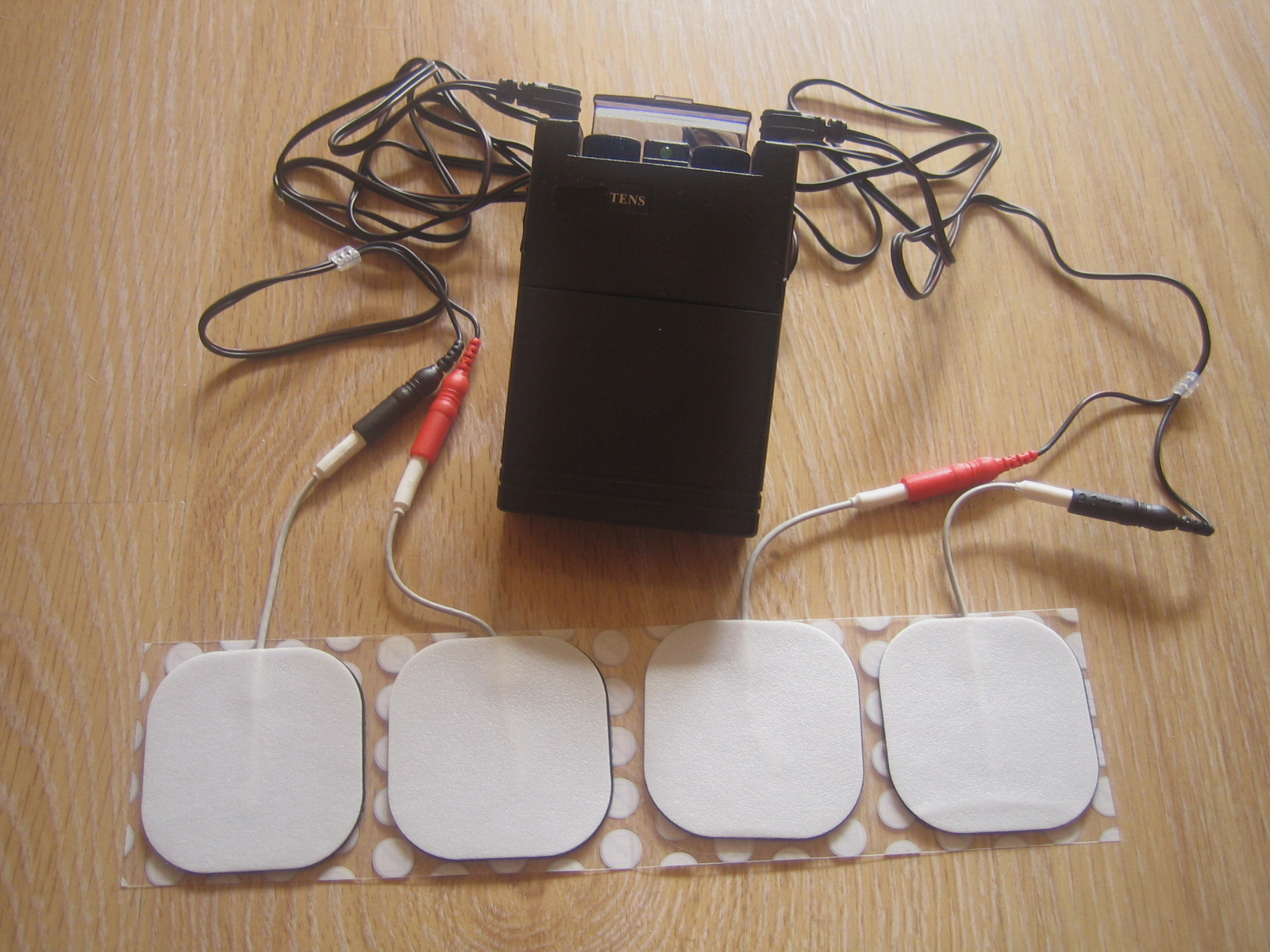
Двухканальный четырёхэлектродный TENS миостимулятор.

Миостимулятор (электромиостимулятор) — устройство для воздействия на мышцы тела с помощью электрических импульсов. К телу прикладываются электроды в непосредственной близости к стимулируемым мышцам. Посылаемые от устройства электрические импульсы похожи на импульсы нервной системы, которые заставляют мышцы сокращаться.
Миостимулятор эффективен для лечения и восстановления естественной работы мышц, внутренних органов, коррекции фигуры, лечения целлюлита, укрепления мускулатуры, увеличения мышечной массы. В медицине  — для восстановления сократительной способности мышц нижних конечностей, профилактики судорог, а также с целью лечения разрывов, растяжений и межмышечных гематом.

## Принцип работы миостимулятора
Миостимулятор осуществляет воздействие с помощью электрических импульсов. Электроды передают импульс на нервные окончания, в результате чего мышцы активно сокращаются и запускаются механизмы саногенеза, за счёт чего становится возможным восстановление утраченной функции . Так же итогом этой работы становится улучшение лимфооттока и кровообращения, активизируется обмен веществ, приводящий к сокращению объёма жировых клеток.
Когда импульсный ток проходит через ткани, в моменты его нарастания и спада у полупроницаемых клеточных мембран происходит накопление одноименно заряженных ионов. Когда их накопится очень много, то они приводят клетку к состоянию возбуждения, что проявляется в двигательной реакции – сокращении мышц. При подаче на нервно-мышечный аппарат импульсного тока с частотой от 15 до 150 Гц наблюдаются сокращения, близкие к произвольным двигательным сокращениям.

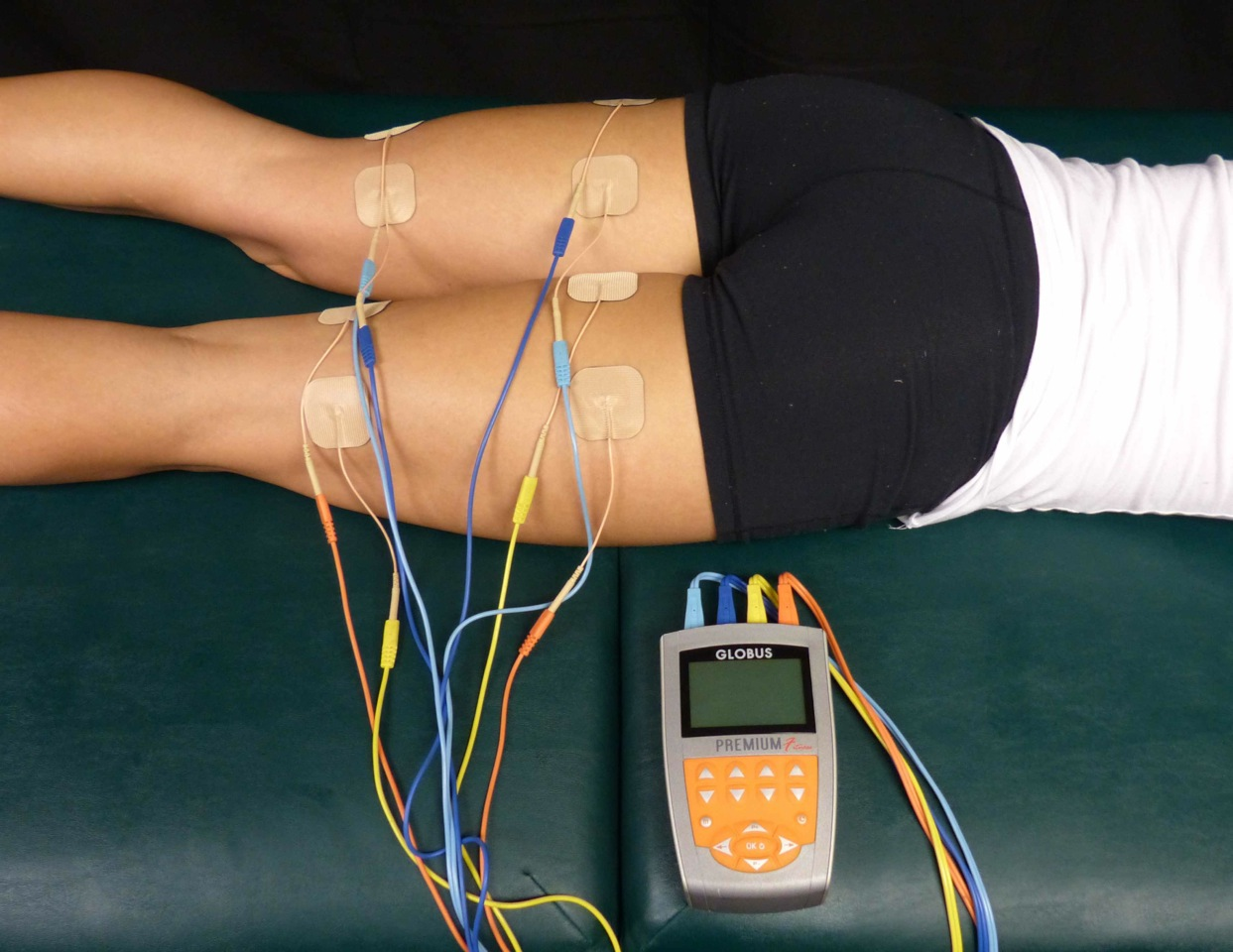
Использование миостимулятора атлетом для восстановления мышц после тренировки.

При проведении процедуры миостимуляции можно воздействовать на любую группу мышц (живот, бедра, грудь, спина).
Современные миостимуляторы позволяют проводить режимы альтернативной и синхронной стимуляции (групповой режим) — это необходимо когда воздействие происходит по очереди на разные группы мышц. Избежать болезненных ощущений поможет нейростимулятор.

#### Характеристики тока
Основные характеристики тока миостимулятора: форма импульсного тока, частота следования импульсов и регулировка амплитуды. Длительность используемых для электростимуляции импульсов составляет 1-100 мс. Сила тока для мышц кисти и лица составляет 3-5 мА, а для мышц плеча, голени и бедра - 10-15 мА. Основным критерием адекватности является получение изолированного, максимального по величине, безболезненного сокращения мышцы при воздействии током минимальной силы.

## Типы миостимуляторов
Миостимуляторы делятся на две основные категории:
Дешевые приборы, преимущественно китайского производства для домашнего применения и профессиональные миостимуляторы используемые в специализированных организациях (фитнес-клубах, салонах красоты, медицинских центрах и спа-центрах).
Отличительные признаки дешевых миостимулятров:
- Имеют ограниченное количество каналов и подключаемых электродов. Как правило это 1-2 канала и 2-4 электрода.
- Аппарат располагает лишь одним генератором тока (трансформатором). Фактически это означает, что подключение каждой последующей пары электродов уменьшает суммарную мощность прибора.
- Невозможность комплексного воздействия в виду ограниченного количества подключаемых электродов.
- Работают на батарейках.
- Малая мощность.
- Не имеют профессиональных специализированных программ. Программы, как правило, представлены такими режимами как: тонус, релакс, спорт.
- Отсутствие режимов частотной модуляции и фазы, простейшая форма импульса.
- Отсутствие режимов лимфодренажа, направленных на выведение продуктов распада, жидкости из организма.

Примером простейшего миостимулятора является популярный миостимулятор «бабочка». Низкая цена обусловила высокую популярность данного устройства у населения, однако его эффективность недостаточна для выполнения возложенных на него задач.
Профессиональные миостимуляторы:
- Большое количество выходов каналов и электродов: до 24 каналов и 48 электродов соответственно.
- Отдельный генератор тока на каждый канал.
- Комплексное воздействие. Возможно одновременное проведение нескольких независимых процедур для одного или нескольких пациентов.
- Профессиональные миостимуляторы работают только от сети.
- Возможность изменять мощность для работы с людьми, имеющими различный болевой порог, а также для спортсменов, нуждающихся в повышенных нагрузках.
- Наличие профессиональных программ: миостимуляция, электролиполиз (иглолиполиз), лимфодренаж, лифтинг, интерференция, ультразвуковая кавитация, электрофорез.

## Противопоказания
Беременность, наличие внутриматочной спирали, приступы эпилепсии, активный туберкулез лёгких и почек, тромбофлебит, камни в почках, мочевом или желчном пузыре (при воздействии в области живота и поясницы), гнойные воспалительные процессы, почечная и печёночная недостаточность, кожные заболевания, встроенный кардиостимулятор, состояние после сшивания мышц, нервов и сухожилий, подозрения на злокачественные опухоли.